# Facultad de Ciencias de la Alimentación (UNER)
La Facultad de Ciencias de la Alimentación es una de las nueve facultades de la Universidad Nacional de Entre Ríos. Se encuentra ubicada en la ciudad de Concordia, provincia de Entre Ríos, Argentina. 

## Historia
En 1969 la Universidad Nacional del Litoral (UNL) crea el Instituto de Tecnología de Alimentos en la ciudad de Concordia, Provincia de Entre Ríos. En agosto de 1970 comienza a dictarse la carrera de Técnico Alimentario. Posteriormente se crea la universidad Nacional de Entre Ríos que absorbe los institutos de la UNL que se encuentran en territorio entrerriano.
El 10 de mayo de 1974, mediante la resolución 6/74 se eleva al rector normalizador de la Universidad Nacional de Entre Ríos el proyecto para transformar el instituto en la Facultad de Ciencias de la Alimentación, que es aprobado en agosto de ese año.

## Carreras

### De grado
- Ingeniería en Alimentos
- Ingeniería en Mecatrónica
- Prof. Univ. en Matemática

### De pregrado
- Técnico/a Superior en Tecnología de Alimentos
- Técnico en Gestión Gastronómica
- Tecnología Superior en Tecnología Avícola (discontinuada)

## Autoridades
Las autoridades son:
- Decano: Ing. Oscar Gerard
- Vice Decano: Dra. Luz Marina Zapata
- Secretario Técnico: Guillermo Markiewicz
- Secretario de Investigación: Dra. Liliana Gerard
- Secretario de Extensión: Ing. Romina Bacigalupo